# 인두 (해부학)

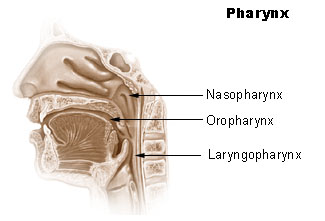
인두.

인두(咽頭, pharynx)는 설근과 마주한 쪽에 구강과 비강이 합쳐졌다가 다시 후두와 식도로 나뉘는 부분이다. 공기와 음식물이 공유하는 기관이지만, 후두개가 음식을 섭취할 때는 후두를 막아주므로 음식물이 후두로 넘어가는 일은 적다. 인두에는 림프절이 매우 발달해 있으며, 이를 편도라고 한다. 설근에는 설편도, 그 좌우에 구개 편도, 뒷벽에 후두 편도(아데노이드)가 있어 인두를 에워싸고 있기 때문에 이를 림프 인두륜이라 한다.

## 기능
인두의 가장 중요한 기능은 음식물을 삼키는 것이다. 음식물 씹기가 끝나면 혀가 강하게 밀려올라가 구강 내압이 높아지고, 음식물 덩어리는 인두로 밀려간다. 이어서 몇 개의 구개근이 수축하여 구개수(口蓋垂)가 올라가며, 비강으로 통하는 통로를 폐쇄한다. 그런 다음 하악골·설골·인두 연골을 결합하는 많은 근육의 수축에 의해 인두가 후두개로 강하게 밀려올라가 기도로 가는 통로를 폐쇄한다. 이와 같은 수축 활동의 결과 인두강에 가벼운 음압이 생겨 음식물을 끌어당기고, 식도 입구로 밀어준다. 동시에 인두 수축근이 수축하여 인두강 내의 음식물 덩어리를 식도 속으로 통과시킨다. 이때의 압력은 약 200mm 수준이다. 이 단계까지는 약 0.4초 걸린다. 식도에 들어간 음식물은 물 또는 물에 가까운 유동물인 경우는 약 1초 정도에 단숨에 식도 하단에 도달하며, 여기에서 잠깐 정지한 뒤 위에 들어간다. 고형물이나 유동성이 낮은 것은 식도 상단에서 하단까지 식도벽 근육의 연동에 의해 운반하는 데 5초 정도 걸린다. 삼키는 운동의 조절은 교배부 능형과 아래에 있는 중추(연하 중추)에 의해 행해진다. 음식물이 인두강에 들어가면 그 점막을 자극하고, 이것이 지각 신경에 의해 중추로 전해지면 중추에서는 운동 신경 및 일부 부교감 신경에 의해 필요한 명령이 내려져 삼키기에 필요한 근육 운동이 일어난다.

## 같이 보기
- 편도
- 인두
- 후두
- 기관
- 식도